# Macarena Montesinos
Macarena Montesinos de Miguel (Alicante, 30 de septiembre de 1961) es una política española que fue concejal del Ayuntamiento de Alicante (1991-95); diputada en las Cortes Valencianas (1995-2003) y diputada al Congreso de los Diputados por la circunscripción electoral de Alicante (2004-2016). Además ha sido vicesecretaria provincial de Organización y secretaría de Participación del Partido Popular de la Comunidad Valenciana  (PPCV).

## Biografía
Nacida en Alicante el 30 de septiembre de 1961, es hija Juan Antonio Montesinos García, uno de los fundadores de Alianza Popular (AP) y de los líderes que refundaron el Partido Popular (PP), referente de la derecha democrática en la Comunidad Valenciana y pertenece a una familia con tradición política.
Estudió en el Colegio de los Jesuitas de Alicante, y, posteriormente, asesora laboral. Vinculada a las Nuevas Generaciones del Partido Popular  desde sus inicios, en 1987 fue candidata en las elecciones al Parlamento Europeo por la lista de AP. Vivió la crisis de Antonio Hernández Mancha en AP y como estalló tras el verano de 1988. Cuando Manuel Fraga decidió que debía volver para rehacer el partido, creó un equipo y Montesinos, que ya despuntaba con 28 años, fue una de las personas que escogió junto con Mariano Rajoy, Loyola de Palacio, Alberto Ruiz-Gallardón, Jorge Fernández Díaz, Begoña Urquijo, Federico Trillo o Elena García Botín entre otros. Prepararon todo lo concerniente a su vuelta y el congreso que refundaría el partido. En enero de 1989 acudió al 9.º Congreso Nacional de AP, en calidad de presidenta regional de NNGG y vocal de su Comité Ejecutivo Nacional, donde Fraga refundó AP con otras fuerzas políticas y nació el Partido Popular.
En 1991 fue candidata en la lista municipal del PP al Ayuntamiento de Alicante encabezada por Diego Such en las que resultó elegida concejal durante el único mandato del alcalde socialista Ángel Luna. Sus territorios de trabajo en la oposición fueron el Área de Turismo y —sobre todo— Recursos Humanos.

### Cortes Valencianas
Tras cuatro años en el Ayuntamiento, fue designada candidata en la lista electoral del PP por Alicante para las elecciones a las Cortes Valencianas de 1995, en las que Eduardo Zaplana obtuvo su primera victoria como candidato a la presidencia de la Generalidad Valenciana. En la IV Legislatura por unos meses formó parte de la 'Comisión de Coordinación, Organización y Régimen de las Instituciones de la Generalidad' y de la de 'Sanidad y Consumo'; de 1995 a 1996 fue miembro de la 'Comisión de Gobernación y Administración Local' si bien el grueso de su trabajo lo desarrolló en la 'Comisión de Medio Ambiente' (1995-1999), como secretaría de la 'Comisión de Industria, Comercio y Turismo' y en la novedosa 'Comisión de la Mujer'. Nada más comenzar, Esquerra Unida-Els Verds, en el mes de julio y recién constituida Mesa de las Cortes, realizó una propuesta a través de su diputada Gloria Marcos para crear una comisión no legislativa que se denominase “de la Mujer (Dona)”, propuesta que fue aprobada por los representantes de todos los grupos parlamentarios. Inmediatamente se inició el debate para su delimitación jurídica y competencial que se extendió todo el verano siendo finalmente aprobada, en la sesión plenaria de 20 de septiembre, la creación de dicha Comisión. Por el Grupo Popular (GP) intervino Macarena Montesinos, que después se convirtió en la portavoz de su grupo parlamentario en la nueva Comisión de la Mujer de las Cortes Valencianas; la legislatura siguiente se le añadiría “y Políticas de Igualdad” a esa comisión.
En 1996 acudió al 12.º Congreso Nacional del PP celebrado dos meses antes de las Elecciones generales en las que ese partido obtuvo su primera victoria en España y José María Aznar fue elegido presidente del Gobierno.
Fueron convocadas las elecciones a las Cortes Valencianas de 1999 y volvió a ser candidata en la lista del PP por Alicante, siendo elegida diputada para la V Legislatura (1999-2003) del parlamento valenciano. Perteneció a las comisiones de 'Gobernación y Admón Local' (1999-2000) y de 'Asuntos Europeos' (1999-2001) de las 'de la Mujer y Políticas de Igualdad' y 'Control de Radio TV Valenciana' (1999-2003), además de presidir la 'Comisión de Educación y Cultura' de las Cortes Valencianas. La preocupante situación del maltrato a las mujeres motivó que la portavoz del GP en la 'Comisión de la Mujer y de las Políticas de Igualdad', M. Montesinos, en noviembre de 1999 presentara, junto con cuatro diputadas más de su Grupo, una Proposición no de ley de Solidaridad con las Víctimas de los 1.584 casos de agresiones, maltratos físicos y psíquicos, acoso y violaciones denunciados en la Comunidad Valenciana en el año 1999. En 2000 por fin entraron en funcionamiento en Alicante los “Juzgados especializados en delitos de Violencia doméstica” (precursores de los Juzgados de Violencia sobre la Mujer, creados por el presidente Zapatero tras Ley de diciembre de 2004) y su dotación fue motivo de debate público en el que también participó. Además, solicitó la revisión del «Plan de Igualdad de Oportunidades» en las Cortes Valencianas y durante casi la mitad del 2001 defendió el Proyecto de ley de Mediación Familiar hasta su aprobación en noviembre dentro del debate previo al «Plan de la Familia y la Infancia (PIFI)» de la Generalidad Valenciana. 
Pero no olvidó sus inicios, debatiendo sobre políticas de Empleo con el entonces líder de los socialistas valencianos Joan Ignasi Pla y en especial el empleo juvenil. Como presidenta de la Comisión de Educación, a principios de junio de 2002, participó en la ponencia que debía informar y después en el Proyecto de ley de creación del Consejo Valenciano de Universidades y en el de la Comisión Valenciana de Acreditación y de Evaluación de la Calidad del Sistema Universitario Valenciano.
El diario valenciano Las Provincias realizó una encuesta parlamentaria en agosto de 2002 para elegir el/la mejor parlamentario/a de las Cortes Valencianas y la mayoría de la oposición eligió a Macarena Montesinos esa legislatura con 9 puntos sobre 10, segundo Alejandro Font de Mora (8 ptos) y tercero el socialista Juan Andrés Perelló (7 ptos).
En 2003, el 25 de mayo, cuando se celebraron las elecciones autonómicas, repitió como diputada para la VI Legislatura (2003-07) de las Cortes Valencianas y fue presidenta de la 'Comisión de Educación y Cultura'; vocal de las Comisiones de  'Política Social y Empleo', de 'Coordinación, Organización y Régimen de las Instituciones de la Generalidad' y de 'Control de la Actuación de la RTVV'. Ante la cercana celebración del «Día Internacional de la Eliminación de la Violencia contra la Mujer», a principios de octubre en las Cortes Valencianas presentaron una Proposición no de ley sobre la responsabilidad con la que los Grupos Parlamentarios deben actuar ante la violencia de género en especial contra la mujer, Elvira Suanzes Fernández portavoz en la Comisión de Empleo y Montesinos portavoz en la Comisión de la Mujer, junto con 19 diputadas más de ese Grupo en las Cortes Valencianas donde enumeraron las medidas tomadas por las Cortes y en especial su grupo, ante la violencia contra la mujer (educación, igualdad, empleo...).

### Congreso de los Diputados
Al comenzar el año 2004 fue elegida coordinadora de campaña del PP para la provincia de Alicante trabajó en la campaña electoral y también se presentó como candidata al Congreso de los Diputados por la circunscripción electoral de Alicante. Tras las elecciones generales de 14 de marzo en las que el Partido Popular perdió y fue elegido presidente del Gobierno el socialista José Luis Rodríguez Zapatero; el PP volvió a la oposición con Mariano Rajoy al frente del partido y del Grupo Popular (GP) y Zaplana como portavoz del GP. Al comienzo de la VIII Legislatura (2004-08) Montesinos fue vocal de la 'Comisión Mixta Congreso-Senado de Relaciones con el Defensor del Pueblo' (2004-08) y portavoz de la 'Comisión parlamentaria de Control de RTVE (2004-07) y después en la 'Comisión Mixta de control parlamentario Corporación RTVE y sociedades' (2007-08); además vocal de la 'Comisión de Cooperación internacional para el Desarrollo' (2004 -08).  Pronto comenzó a trabajar en el sector audiovisual con el Proyecto de Ley de Medidas de impulso de la Televisión digital terrestre en España (que trajo consigo el «Plan Técnico Nacional de la Televisión Digital Terrestre») y en el de RTVE, y pudo mostrar su perfil en el debate parlamentario del que se hicieron eco en 2005 distintos medios escritos a lo largo del año, así como preguntar por el nuevo trabajo en el coro de RTVE de Sonsoles Espinosa Díaz, esposa del presidente Zapatero; tras ser ponente de la ponencia del GP en el Proyecto de ley de impulso de la TDT  (121/21) y de la ponencia del Proyecto de ley de RTVE (121/52) Montesinos fue elegida finalista en los “Premios Parlamentarios” en la categoría de «Azote del Gobierno» otorgados por la Asociación de Periodistas Parlamentarios junto con Ignacio Astarloa, Pío García-Escudero y Ángel Acebes, quien finalmente lo ganó. 
Durante 2006 continuó su trabajo en la Comisión de Control de RTVE vigilando la gestión de Carmen Caffarel, sin perder la oportunidad de enfrentarse a Oscar López Águeda del Grupo Socialista (GS) para defender a su jefe Rajoy por el asunto del vídeo de la postguerra iraquí y la imagen del líder popular que se mezclaron en un Telediario, obteniendo la disculpa de la directora Caffarel. Para la campaña electoral de las elecciones autonómicas y municipales a celebrar en la mayor parte de Españá, en marzo de 2007 fue nombrada directora de campaña del PP en la provincia de Alicante y en vísperas de la visita a esa tierra levantina del ministro de Interior Alfredo Pérez Rubalcaba, le recordó al ministro la necesidad que había de más efectivos policiales en la provincia de Alicante. Además como portavoz del PP en la Comisión de RTVE protestó, junto con PNV e IU por el trato dado a las comunidades autónomas no socialistas. Tras las elecciones autonómicas y municipales comenzaron las guerras internas por la elaboración de las listas electorales en la Comunidad Valenciana. Montesinos siguió con su labor y el 30 de mayo instó al Gobierno de la nación a declarar el año 2010 como el «Año de Miguel Hernández». En el inicio del otoño se planteó el debate sobre el texto del Mandato-marco Corporación RTVE que contendría los objetivos y obligaciones de la radio-televisión estatal para los siguientes nueve años, y la portavoz Montesinos logró que los socialistas accedieran al modelo propuesto por el PP, siendo además la ponente de la 'Subcomisión de Redacción de la Propuesta del Mandato-marco' (154/12) si bien luego no hubo acuerdo. Además el 17 de octubre,  con motivo de las desastrosas lluvias acaecidas el día de la Fiesta Nacional de España en la provincia de Alicante, preguntó sobre posibles inversiones para su provincia, a lo que la ministra Elena Salgado le contestó –dentro del debate ocasionado- que buena culpa era de los Gobiernos autonómicos anteriores del PPCV y su permisividad urbanística, y Montesinos le recordó que que el «Plan de Acción Territorial de Prevención de Riesgos de Inundación» (PATRICOVA) que elaboró la Generalidad Valenciana de 1997 fue el que comenzó a proteger el territorio de su autonomía. 
Cumplida la legislatura, se comenzó la confección de las listas electorales y M. Montesinos, a pesar de los vetos impuestos por Francisco Camps, su trabajo parlamentario la convirtió en la más trabajadora de la provincia -así se lo reconoció el Diario Información de Alicante- y repitió como candidata al Congreso.
Después de una nueva victoria de Rodríguez Zapatero en las elecciones generales de España de 2008 dio comienzo la IX Legislatura (2008-11) y siendo la nueva portavoz Soraya Sáenz de Santamaría, Montesinos fue asignada como secretaría 2.ª de la 'Comisión de Cultura'; vocal de la 'Comisión de Fomento'; vocal de la 'Comisión de Vivienda' y vocal de la 'Comisión de Igualdad' (2008-11). No tardó en volver a la carga con un conjunto de preguntas al Gobierno socialista el 12 de junio sobre diversos temas de Asuntos Sociales e Igualdad. El año 2009 lo comenzó preguntando al ministro Alfredo Pérez Rubalcaba porque no destituía al comisario González del Caso Faisán, con el consiguiente debate, y en 2010 le tocó el turno al ministro de Fomento José Blanco y la diputada alicantina le preguntó sobre la llegada del AVE a la Comunidad Valenciana, particularmente a Alicante. Debatió acerca de los plazos incumplidos, los retrasos y planes de ajustes acusándole además de un afán propagandístico en sus actuaciones, lo que ya venía haciendo desde comienzos del año. De cara a la tramitación de la Ley de Presupuestos Generales del Estado (L.P.G.E.) Montesinos pidió un adecuado funcionamiento de los créditos ICO, la refinanciación de los proyectos viables, la reducción de la burocracia a la hora de solicitar ayudas o la bonificación de las cuotas de la Seguridad Social a las empresas que apostasen por mantener el empleo. Del mismo modo, defendió la internacionalización de las empresas, criticando que el Gobierno hubiera hecho en esa partida una de las reducciones mayores de la L.P.G.E. para 2011. Una vez aprobado el nuevo presupuesto comenzó el nuevo año y fueron del interés de la diputada tanto los destinatarios de los programas de cooperación de España con Palestina así como su cuantía; del mismo modo preguntó por la situación de los convenios firmados con el Gobierno de Israel. En agosto arrancó la campaña electoral siendo Montesinos coordinadora del PP en la provincia de Alicante y en un acto electoral destacó la importancia del Corredor Mediterráneo para  Alicante tal y como había hecho en la sesión de control al Gobierno. En la Convención del PP en Málaga, la Dirección nacional comunicó que Montesinos repetiría en la lista al Congreso. Tras la disolución de las Cámaras el alicantino Diario Información hizo balance del trabajo de los parlamentarios nacionales de la provincia en las Cortes Generales y Macarena resultó ser la más trabajadora en el Congreso de los Diputados, con 1.251 preguntas escritas, 21 preguntas orales en Comisión y otras 20 intervenciones más en pleno, junto con Agustín Almodóbar Barceló en el Senado.
Terminado el recuento de las elecciones generales de España de 2011 en las que ganó Mariano Rajoy, se comenzó una difícil etapa para España, y recién iniciada la X Legislatura el GP del Congreso -con Alfonso Alonso al mando- decidió que la diputada alicantina trabajara como vicepresidenta 1.ª de la Comisión Mixta de Control de RTVE (2012-14) (después vocal por ser nombrada portavoz de la 'Comisión de Sanidad y Servicios Sociales') y vocal de la 'Subcomisión para abordar la violencia contra la Infancia' (2014-15); vocal de la 'Comisión de Fomento' (2012-15); vocal de la 'Comisión de Cultura' 2012-14) y después de la 'Subcomisión de Estudio sobre las Redes Sociales' (2014-15) ; vocal de la' Comisión de Agricultura, Alimentación y Medio Ambiente' (2012-14) y adscrita después (2014-15), e igualmente adscrita a la 'Comisión de Industria, Energía y Turismo' (2013-15). Además trabajó por su provincia: en marzo de 2012 recibió la visita del entonces alcalde de Calpe, César Sánchez Pérez para preparar una Proposición no de ley del Gobierno para proteger Las Salinas de Calpe, con el compromiso de acuerdo de la Generalidad dado por la consejera Isabel Bonig. Poco después tuvo que enfrentarse a una iniciativa parlamentaria en la que participaba la diputada socialista Leire Pajín que bloqueaba de facto cualquier posibilidad presente o futura de que la Comunidad Valenciana recibiera agua procedente del río Ebro. En junio fue Montesinos la ponente del Proyecto de ley de modificación de la Ley General de Comunicación Audiovisual (121/9) con el que se buscaba -según la diputada popular- flexibilizar los modos de gestión de los servicios públicos de comunicación audiovisuales, y en palabras de la oposición se abrió la posibilidad de privatizar los canales autonómicos a lo que se opusieron el resto de los grupos parlamentarios, con la abstención de Convergència i Unió (CiU). Fue aprobada la modificación legal junto con la prohibición expresa de emitir pornografía o violencia en horario infantil (ver Clasificación por edades TV) y Montesinos criticó la postura del Grupo Socialista (GS) a pesar de haberse aprobado algunas de sus enmiendas. A finales de noviembre Montesinos defendió en el Congreso el acuerdo alcanzado entre el Ministerio de Agricultura, Alimentación y Medio Ambiente y el ayuntamiento de Altea para proteger el frente litoral habiendo recibido al alcalde de esa localidad Miguel Ortiz.
En 2013, ante las dificultades económicas padecidas por el sector de los medios de comunicación y sus trabajadores, la portavoz del GP anunció en el pleno del Congreso que propondría un paquete de medidas al Gobierno, entre ellas un “Plan de dinamización profesional para la formación de periodistas en paro”. Además, y con respecto a la Internet sus modos de acceso a la información, la elaboración de un estudio -en colaboración con las asociaciones profesionales y las editoriales- que analizase la situación del resto de la UE con especial atención a la solución del asunto de la compensación a pagar por los denominados buscadores de internet. También denunció que el GS excluyera a su grupo, resaltando el papel de la prensa en la democracia y las exiguas ayudas del anterior Gobierno. Después llegó el AVE a la provincia de Alicante destacando su importancia y a finales de ese año se produjo el inesperado debate sobre el cierre de Radio Televisión Valenciana – Canal Nou en el Congreso de los Diputados, en el que Montesinos (todavía vicepresidenta de la Comisión de RTVE mixta Congreso-Senado) se enfrentó en un duro debate a 6 grupos parlamentarios (PSOE, Izq. Plural, UPyD, CiU, ERC, Compromís-Equo) que le recriminaron el cierre. Les criticó a todos ellos su intención de corregir desde el Congreso la decisión de un gobierno autonómico y pidió respeto al Estatuto de Autonomía. Recordó al diputado socialista Ximo Puig  que en su etapa de diputado autonómico (1999-2011) dijo que no lloraría por su cierre y que su partido no creía en Canal Nou recordándole que en su etapa de jefe del gabinete (1991-95) del presidente autonómico Joan Lerma  fue la única vez que el citado canal autonómico ha sido condenado por manipulación, entre otras acusaciones.
Cuando pasaron las fiestas navideñas Ana Mato realizó cambios en el Ministerio de Sanidad, Servicios Sociales e Igualdad y en marzo de 2014, como resultado de ellos, M. Montesinos fue nombrada portavoz del GP para la Comisión de Servicios Sociales (Sanidad) en el Congreso de los Diputados, en sustitución de Susana Camarero. El día 28 de ese mismo mes la nueva portavoz del GP presentó una Proposición no de ley sobre una “Estrategia Nacional para personas sin hogar” enmarcada dentro del recién aprobado «Plan Nacional de Acción para la Inclusión Social (2013-2016)», con la que pretendía instar al Gobierno a que elaborase una Estrategia Nacional Integral para las Personas sin Hogar por 1.ª vez en España. El debate se señaló para el pleno del 30 de abril y logró un acuerdo que permitió trasvasar las enmiendas presentadas por los grupos parlamentarios  del PSOE, CiU y Upyd, de manera que el texto acordado pasó, de ser una mera declaración de intenciones para comprometer al Gobierno a ser un texto pactado y con un conjunto de medidas sociales sobre vivienda, salud, empleo y educación para "las personas sin hogar", con las que el ejecutivo de Rajoy se comprometió. Luego vino la Convención regional del PP celebrada en plena campaña electoral de las elecciones al Parlamento Europeo de 2014, la diputada nacional Montesinos expuso, tras la inauguración, como coordinadora del programa electoral las líneas generales del programa electoral Europeo haciendo especial hincapié en el Corredor Mediterráneo tal y como ya llevaba haciendo desde años atrás. En el acto intervinieron después Esteban González Pons y Miguel Arias Cañete cabeza de la lista popular. A lo largo de los meses de julio y agosto se produjeron intervenciones con más o menos trascendencia en el seno de la Diputación Permanente a la que pertenecía Montesinos, sobre temas del Sistema Nacional de Salud en debate con Gaspar Llamazares o María Luisa Carcedo pidiendo la comparecencia de la ministra del ramo por los posibles recortes en Asuntos Sociales para que diera explicaciones sobre el presupuesto para la lucha contra la pobreza infantil, a lo que Montesinos se negó. Finalmente el asunto de fondo -que era una iniciativa del GS- acabó en un debate en un pleno de noviembre, donde fue rechazada la propuesta socialista de crear un pacto contra la pobreza y fueron acusados por Montesinos de haberla generado ellos en su último Gobierno. Poco después dimitió la ministra Mato tras ser citada en el Caso Gürtel y le sustituyó el hasta entonces portavoz del GP Alfonso Alonso al frente del Ministerio. La diputada alicantina cerraba el año con el reconocimiento en el diario valenciano Levante-EMV de su trabajo por sus electores siendo calificada como la más trabajadora de su partido en la Comunidad Valenciana.
Tras presentarse en enero de 2015 el anunciado -hacía ya tres años- «Plan Integral de Apoyo a la Familia (PIAF)»,  Montesinos explicó los objetivos de la futura ley que lo acogería y que, a su juicio, recogía la recomendación del Comité de los Derechos del Niño de la ONU de 2013 subrayando la protección de los menores ante situaciones de abusos sexuales (incluida creación Registro de pederastas posteriormente) y violencia de género, así como la agilización de los procesos de acogimiento y adopción (Derechos del niño), a lo que pronto se opusieron ERC y CiU por considerar que se “recentralizaban” competencias en materia de adopción; el PSOE (GS) les criticó sus tres años de retraso pero al final se abstuvo, a lo que Montesinos -que fue la ponente de ambas iniciativas (121/130 y 121/131)- les dijo que durante su último Gobierno no se hizo nada. De entre las medidas cobró especial importancia una enmienda del portavoz de Justicia José Miguel Castillo, en colaboración con Montesinos que logró que los huérfanos de las víctimas de violencia de género recibieran la pensión máxima por ley. El Plan se aprobó en mayo y después comenzó el trámite del Proyecto de ley que iba a afectar a mucha normativa, que fue también defendido por Montesinos en el Pleno como portavoz del PP. A la sesión acudieron en apoyo representantes de Unicef, Save the Children, la Plataforma de Familias de Acogida y Comunidades Autónomas y tras la votación, con los votos del PP y UPN y la abstención de PSOE, que introdujeron enmiendas, fue finalmente aprobada esta ley constituyendo el último trabajo legislativo de la diputada alicantina.